# Mizuhara Kiko
Audrie Noriko Daniel (sinh ngày 15 tháng 10 năm 1990) thường được biết đến với nghệ danh Kiko Mizuhara (水原 希子 Mizuhara Kiko) là người mẫu, ca sĩ, diễn viên người Mỹ gốc Nhật Bản, hiện cô đang hoạt động tại Nhật Bản.

## Tiểu sử
Cha cô là người Mỹ và mẹ cô là người Zainichi (người Hàn Quốc đang sống tại Nhật Bản). Cha mẹ ly dị năm cô 11 tuổi và sau đó cô sống với mẹ ở Nhật Bản.
Cô từng là người mẫu độc quyền cho tờ tạp chí ViVi và ấn bản tờ tạp chí Seventeen của Nhật Bản. Em gái cô là Ashley Yuka Daniel hiện cũng là người mẫu.

## Sự nghiệp
Mizuhara từng tham gia diễn xuất trong phim điện ảnh Rừng Na Uy (2010) của đạo diễn người Pháp gốc Việt Trần Anh Hùng cùng với Kenichi Matsuyama và Rinko Kikuchi. Cô còn đóng vai phụ trong phim Helter Skelter năm (2012) của đạo diễn Mika Ninagawa dựa trên bộ truyện tranh manga cùng tên từng đoạt giải của tác giả Kyoko Okazaki.
Mizuhara đóng vai phụ trong phimI'm Flash! (2012) của Toshiaki Toyoda.
Cô tham gia đóng phim Platinum Data với Kazunari Ninomiya của Keishi Otomo.
Năm 2015, cô đóng vai Mikasa Ackerman trong bộ phim bom tấn Attack On Titan, được chuyển thể từ manga cùng tên được viết và minh họa bởi Isayama Hajime.

## Danh sách phim

### Phim điện ảnh
- Rừng Na Uy (2010)
- Helter Skelter (2012)
- I'm Flash! (2012)
- Platina Data (2013)
- Trick the Movie: Last Stage (2014)
- Attack On Titan (2015)
- War of Lie - Uso no Senso (2017)
- Ride Or Die (2021)

### Phim truyền hình
- Yae no Sakura (2013)
- Shitsuren Chocolatier (2014)

## Danh sách đĩa nhạc

### Xuất hiện với tư cách khách mời
- Towa Tei - "The Burning Plain" trong album Sunny (2011)
- M-Flo - "No Way" trong album Neven (2013)

## Phụ lục tiểu sử
- Kiko (2010)
- Girl (2012)
- Kiko Mizuhara Model and Actress Fashionable Selby của Todd Selby, Abrams, New York, (2014)